# Erjona Emërllahu
Erjona Emërllahu (* 20. Juli 2001 im Kosovo) ist eine kosovarisch-albanische Fußballspielerin.

## Karriere

### Verein
Emërllahu begann ihre Karriere beim kosovarischen Verein KFF A&N in Prizren. 2021 wechselte die Mittelfeldspielerin zu KFF Mitrovica, dem Rekordmeister in der kosovarischen Frauenliga. Mit dem Klub nahm sie in der Saison 2021/22 an der Qualifikation zur UEFA Women’s Champions League teil und absolvierte zwei Spiele auf europäischer Ebene.

### Nationalmannschaft
Emërllahu spielte von 2018 bis 2019 für die kosovarische U19-Nationalmannschaft. 2020 debütierte sie in der kosovarischen A-Nationalmannschaft. Ihr erster Einsatz erfolgte im Rahmen der Qualifikation zur UEFA Women’s EURO 2022 in einem Spiel gegen Estland. 2025 wurde sie nach einem Nationenwechsel für die albanische Nationalmannschaft berufen.